# Ланін
Лані́н (ісп. Lanín) — стратовулкан висотою 3776 м на кордоні Чилі й Аргентини. Не виявляв активності з XVIII ст. Вулкан є символом провінції Неукен, його зображено на гербі провінції і він згадується у її гімні.
Аргентині належить три чверті гори, які розташовані на території Національного парку Ланін. Чилійська частина входить до Національного парку Вільяріка.
На південних схилах Ланіну лежать великі льодовики. Найлегший маршрут сходження по північному схилу, де знаходяться міста Кураррече (Чилі) і Хунін-де-лос-Андес (Аргентина).
Назва вулкана з мови мапудунгун перекладається як «мертвий камінь».